# Dushk
Dushk é uma comuna (em albanês:  komuna) da Albânia localizada no distrito de Lushnjë, prefeitura de Fier.